# Hamearis latevittata
Hamearis latevittata är en fjärilsart som beskrevs av Ruggero Verity 1943. Hamearis latevittata ingår i släktet Hamearis och familjen Riodinidae. Inga underarter finns listade i Catalogue of Life.